# Blaesoxipha wagneri
Blaesoxipha wagneri är en tvåvingeart som först beskrevs av Blanchard 1939.  Blaesoxipha wagneri ingår i släktet Blaesoxipha och familjen köttflugor. Inga underarter finns listade i Catalogue of Life.